# Dietrich (Idaho)
Dietrich es una ciudad ubicada en el condado de Lincoln, Idaho, Estados Unidos. Según el censo de 2020, tiene una población de 284 habitantes.

## Geografía
Dietrich está ubicada en las coordenadas 42°54′46″N 114°15′59″O / 42.91278, -114.26639 (42.912796, -114.266289). Según la Oficina del Censo, la localidad tiene un área total de 0,84 km², correspondientes en su totalidad a tierra firme.

## Demografía
En el 2000 la renta per cápita promedia del hogar era de $35 625, y el ingreso promedio para una familia era de $45 833. En 2000 los hombres tenían un ingreso per cápita de $28 125 contra $21 667 para las mujeres. El ingreso per cápita para la localidad era de $12 888. Alrededor del 20,6% de la población estaba bajo el umbral de pobreza nacional.